# Молокша (приток Юхоти)
Молокша — река в Ярославской области России, протекает по территории Угличского, Борисоглебского и Большесельского районов. Устье реки находится в 46 км по левому берегу реки Юхоти. Длина реки составляет 42 км, площадь водосборного бассейна — 173 км². Молокша — второй по величине приток Юхоти после Улеймы.

## Данные водного реестра
По данным государственного водного реестра России относится к Верхневолжскому бассейновому округу, водохозяйственный участок реки — Волга от Угличского гидроузла до начала Рыбинского водохранилища, речной подбассейн реки — бассейны притоков (Верхней) Волги до Рыбинского водохранилища. Речной бассейн реки — (Верхняя) Волга до Куйбышевского водохранилища (без бассейна Оки).
Код объекта в государственном водном реестре — 08010100912110000004574.

## Жуковка
Малая река в Борисоглебском и Угличском районах, правый приток Молокши, единственный приток названный на топокарте. Длина реки около 6 км. Исток находится в Борисоглебском районе на северном склоне небольшой возвышенности в заболоченном лесу в 1 км к западу от болота Гладкое. В 1 км к востоку от истока находится исток реки Локсимер, текущей в другом направлении, на восток. Жуковка течёт по лесной ненаселённой местности на север, впадая справа в Молокшу на расстоянии около 2 км ниже деревни Абатурово. Уровень воды в устье 149,7 м.